# Ophidascaris robertsi
Ophidascaris robertsi, anebo Amplicaecum robertsii, je hlístice – škrkavka původem z Austrálie a ostrova Nová Guinea. Jejich definitivním hostitelem jsou krajty, jako krajta kobercová (Morelia spilotes) nebo krajta ametystová (Morelia amethistina). Dospělci parazitují v trávicím ústrojí krajt, jejich vajíčka pak odcházejí do volného prostředí společně s hadím trusem. Vývoj vyžaduje mezihostitele, typicky menší savce, kteří se vajíčky nakazí alimentární cestou. V jejich orgánech se lokalizují larvy, resp. juvenilní stádia parazita, jež mohou dosahovat značné velikosti – u J3 až 8 cm. V případě vačnatců byli jako možní mezihostitelé zaznamenáni mj. stromoví klokani rodu Dendrolagus, vakoveverka létavá (Petaurus breviceps) a koala (Phascolarctos cinereus). V roce 2023 byl doložen jeden případ infekce v lidském mozku po náhodné konzumaci vajíček.